# 伊藤ガビン
伊藤 ガビン（いとう ガビン、本名：伊藤雅敏（いとう まさとし） 1963年4月13日 - ）は、日本の編集者、ゲームデザイナー。

## 来歴
成城大学経済学部経済学科卒業。1985年に株式会社アスキーのパソコンホビー誌『ログイン』の「次期主力ライター募集」に応募し、編集者として採用される（同期に船田巧（現・株式会社武蔵野電波代表取締役）、青柳昌行（現・KADOKAWA常務執行役員）がいる）。1991年にアスキーを退社し、1993年にボストーク有限会社（1997年に株式会社に改組）設立。2021年3月まで女子美術大学短期大学部造形学科教授、2021年4月から京都精華大学デザイン学部メディア表現学科教授 。2007年に株式会社BCCKSの設立に参加。
2016年10月から、マンガを語りたい人たちのキッカケ作りをお手伝いするサイト『マンバ通信』編集長（編集長：伊藤ガビン、編集：前田隆弘）、2017年11月からは、映像にフォーカスしたメディア『NEWREEL』の編集長を務める。

## 代表作

### ゲーム
- パラッパラッパー（ソニー・コンピュータエンタテインメント）（シナリオ）
- ウンジャマラミー（ソニー・コンピュータエンタテインメント）（シナリオ）
- パラッパラッパー2（ソニー・コンピュータエンタテインメント）（シナリオ）
- 動物番長（任天堂・マリーガル）（ゲームデザイン、シナリオ）
- 風水先生（セガサターン）（HAMLET）

### 著作・書籍
- 魔窟ちゃん訪問（アスペクト）
- ジョン・シンメトリー（寺田克也・スタパ齋藤と共著）（ラピュータ）
- 一九一九（かえるさんと共著）（黒松ブックス・ライブドアパブリッシング）
- 九一九（かえるさんと共著）（黒松ブックス・ライブドアパブリッシング）
- はじめての老い Pヴァイン (ele-king books)

### 編集
- 寺田克也ペインタボン！（ラピュータ）
- ジョン・シンメトリー（ラピュータ）
- 1円も儲からずにTシャツを作る方法（黒松ブックス・ラピュータ）

### 編集Webサイト
- TEE PARTY
- 黒松
- DailyVitamins

### 美術
- アノーマリー展に出品。東京・レントゲン藝術研究所
  - 出品作家：中原浩大、村上隆、ヤノベケンジ、伊藤ガビン。キュレーター：椹木野衣。
- 無重力スポーツ P.S.1 ギャラリー NY
- 六本木クロッシング2007に「Laxical Shooter Ver0.01」出展 森美術館
- あいちトリエンナーレ2019「情の時代　Taming Y/Our Passion」に出展 愛知県立美術館

### プロデュース
- There She Goes Again /セージ（ナウオンメディア、スーパーバイザー：伊藤ガビン）
- タナカカツキのタナカタナ夫DVD （アップリンク）
- タナカカツキのタナカタナ夫展（ラフォーレミュージアム ）2005